# Mobile Vikings
 (octobre 2011).
Si vous disposez d'ouvrages ou d'articles de référence ou si vous connaissez des sites web de qualité traitant du thème abordé ici, merci de compléter l'article en donnant les références utiles à sa vérifiabilité et en les liant à la section « Notes et références ».
Mobile Vikings est un opérateur de réseau mobile virtuel (MVNO) en Belgique, fondé en 2008. Il se consacre principalement à l'Internet mobile. Il fait partie du groupe Proximus depuis 2021

## Belgique
Il fonctionne comme un opérateur mobile virtuel (MVNO) sur le réseau Proximus, anciennement sur le réseau Orange et  BASE, et propose un accès Internet mobile à travers les technologies de réseau  3G, 4G et 5G. 
En février 2016, KPN Royal, propriétaire initial revend 100 % de ses parts à Medialaan (DPG-MEDIA actuel)
En avril 2016, la branche belge comptait 250 000 clients.
À partir du printemps 2019, Mobile Vikings quitte le réseau de BASE-Telenet et rejoint le réseau d'Orange Belgique.
En juin 2021, Proximus rachète Mobile Viking à DPG MEDIA pour un montant d'environ 130 millions d'euros à la suite de l'approbation du conseil à la concurrence. 
Peu de temps après son rachat par Proximus, en juillet 2022, Mobile Vikings met fin à l'abonnement illimité et le remplace par une offre de 50 Go par mois.
A savoir que le RCS 2.0 n'est pas disponible sur Mobile Viking empêchant de ce fait les conversations avec l'application Google Message comportant des images, vidéos et sons.

## Pays-Bas
L'activité de Mobile Vikings aux Pays-Bas a cessé en décembre 2015.

## Fonctionnement
Mobile Vikings offre des services de téléphonie mobile utilisant des cartes SIM prépayées. L'offre s'adresse avant tout aux utilisateurs qui ont besoin de l'internet mobile. Mobile Vikings prétend se battre pour "l'internet mobile gratuit". En réalité, pour chaque recharge de 15 euros, Mobile Vikings offrait 2 000 SMS vers n'importe quel opérateur Belge, 300 SMS et 60 min d'appel par jour vers les Mobile Vikings belges ainsi que 2 gigaoctets de données, tout cela valable un mois.